# ブラカ・ソム・システマ
ブラカ・ソム・システマ（Buraka Som Sistema）は、ポルトガルの首都リスボンを拠点に活動するエレクトロニック・ミュージック・ユニット。2006年結成。

## 概要
アフリカの旧ポルトガル植民地アンゴラが起源の「クドゥーロ/クドゥル（kuduro）」と呼ばれる、クロスオーバーダンス音楽を吸収した新興ダンス・ミュージックをいち早く導入、欧米に紹介したことからダンス界隈で大きいな話題を呼ぶポルトガルの4人組。ブラカ・ソム・システマは、ヒップホップからグライムなどのラップ・ミュージックとクドゥーロを下地にしたファンキーでトライバルなダンスサウンドを組み合わせたユニークなスタイルで頭角を現し、シミアン・モバイル・ディスコやディプロなどの気鋭のプロデューサーからもその存在をヨーロッパに喧伝された。
欧米で未開発の音楽であるクドゥーロと、その発信者ブラカ・ソム・システマとのコラボを求めてリスボンを訪れたM.I.A.との共演シングル「サウンド・オブ・クドゥル」が各地でヘビープレイを獲得し、2008年発表のセカンド・アルバム『ブラック・ダイアモンド』もクラブ／ヒップホップ系リスナーを中心にセールス20万枚もの大ヒットを記録。同作からはポルトガルのシングル・チャートで1位を達成した「Kalemba (Wegue Wegue)」、同じく11位を記録した「Aqui Para Vocês」など多くのヒット・シングルが生まれた。
同年4月にはDJ&MC形態として初来日、さらに同じ年のフジロック・フェスティバルへの出演ではフルバンドでのライブアクトを披露した。

## メンバー
- リル・ジョン Li'l John（プロデューサー）
- DJライオット DJ Riot （DJ、プロデューサー）
- コンダクター Conductor（MC、プロデューサー）
- MCカラフ Kalaf（MC）

## アルバム

### オリジナル・アルバム
- From Buraka to the World (2006年)
- 『ブラック・ダイアモンド』 - Black Diamond (2008年)
- 『コンバ』 - Komba (2011年)
- Buraka (2014年)